# Sint-Aldegondiskerk (Maasbree)
De H. Aldegundiskerk is de parochiekerk van Maasbree, gelegen aan Dorpstraat 31.

## Geschiedenis
In de 15e eeuw werd een laatgotisch schip met toren gebouwd, dat in 1535 met een travee werd uitgebreid. In 1866 werd een nieuw koor aangebouwd, en in 1920 werd dit vervangen door een neogotisch koor onder architectuur van Joseph Cuypers. Op het eind van de Tweede Wereldoorlog (najaar 1944) werd de toren opgeblazen. Jules Kayser was de architect van de herbouw. Van 1950-1951 werd het schip herbouwd, en in 1955 werd, op de onderbouw van de oude toren, een nieuwe toren gebouwd, waarbij ook Pierre Cuypers jr. als architect betrokken was. Deze toren was wat hoger dan de voorganger.

## Gebouw
Het betreft een bakstenen kruisbasiliek met voorgebouwde westtoren en vieringtorentje. De toren heeft twee geledingen en is gedekt door een ingesnoerde naaldspits. De toren wordt geflankeerd door een veelhoekig traptorentje. Het interieur is gestuct en er zijn in het koor glas-in-loodramen. Voorts is er een preekstoel, voorzien van houtsnijwerk.
De oudste kerkklok is van meester Arnoud uit Grave, gegoten in juli 1399 met een doorsnee van 81 cm.